# WAIS
O protocolo "WAIS" vem do termo "Wide Area Information Server" e foi desenvolvido pela Thinking Machines Corp, a KPMG (empresa de consultoria mundial) e pela Apple Inc. em 1992. Consiste simplesmente em um sistema que permite a procura de informações em base de dados distribuidos cliente/servidor (serviço fornecido de servidor para o usuário) através de linguagem natural (palavras-chaves), rastreando palavras ou expressões que estão dentro de arquivos individualmente pela web e não  somente pelo nome do arquivo.  Hoje são amplamente utilizados pelo fato de ser uma poderosa ferramenta de busca de dados em massa, como por exemplo Google, Altavista, Yahoo, etc..  Se este protocolo não existisse hoje, a procura por conteúdo na internet seria demorada e difícil.